# Intro (The-xx-Lied)
Intro ist ein Instrumental-Lied der britischen Indie-Pop-Rock-Band The xx und fungiert als Eröffnungslied (Intro) ihres ersten Studioalbums xx. Obwohl das Lied nie offiziell als Single veröffentlicht wurde, ist es auf Grund der musikalischen Untermalung in Filmen, Fernsehserien oder -beiträgen eines der bekanntesten Lieder der Band.

## Komposition
Intro wurde von den Bandmitglieder Romy Madley Croft, Olivier Sim, Baria Qureshi und Jamie xx komponiert und produziert. Die Aufnahme fand zwischen Dezember 2008 und Mai 2009 in den XL Studios von XL Recordings in London statt. Croft und Qureshi spielten Gitarre, letztere spielte außerdem das Keyboard. Sim fungierte als Bassist. Das abschließende Mastering fand in den The Exchange Studios in Camden statt. Intro ist ein Trip-Hop-Instrumental-Lied mit einer Länge von 2:08 Minuten. Das Lied ist in a-Moll komponiert und besitzt die Akkordfolge F-Am. Der im Viervierteltakt komponierte Song besitzt ein Tempo von 110 Schlägen pro Minute. Der wortlose Gesang, welcher eher einem Summen gleicht, hat den Stimmumfang A3-E4. Er enthält des Weiteren den Einsatz eines Keyboards, ein einprägsames Gitarren-Riff sowie doppelt aufgenommene Schlagzeuge. Die Komposition ist minimalistisch gehalten. Mittlerweile gibt es auf YouTube längere Versionen des Liedes, bei denen die Enden des Stückes zu einer Loop zusammengefügt wurden. Die längste Version hat eine Dauer von 10 Stunden.

## Kritiken
Intro wurde von den Kritikern positiv aufgenommen. Anne Waak von Die Welt bezeichnete den Song als „verheißungsvoll und perfekt“. Lou Thomas von BBC lobt, dass der Song an seine Hörer durch den eher einfallslosen Namen geringe Erwartungen weckt, er dann jedoch überrasche. Der Spiegel schrieb im Zusammenhang mit der Albumrezension, dass die Werke von The xx „von erhabener Melancholie, aber auch majestätischer Intimität“ seien. Der Telegraph bezeichnete Intro als „mysteriös“.

## Kommerzieller Erfolg
Da Intro nicht als Single veröffentlicht wurde, konnte das Lied keine Chartplatzierung in den deutschen Singlecharts, den Ö3 Austria Top 40 und in der Schweizer Hitparade erreichen. Im Vereinigten Königreich erreichte das Lied Platz elf der U.K. Independent Charts. Durch Download-Verkäufe erreichte Intro am 8. Dezember 2013 Platz 50 in den Spanischen Musikcharts und konnte sich dort eine Woche lang halten. In Frankreich erreichte der Song Platz 96. In den US-amerikanischen Billboard-Charts konnte Intro am 13. März 2010 Platz 32 der Rock Digital Singles erreichen. Eine Platzierung in den Billboard Hot 100 gelang nicht.

### Auszeichnung für Musikverkäufe
Intro wurde weltweit mit 2× Gold und 5× Platin ausgezeichnet. Damit entspricht der Umsatz, welches das Lied erreicht hatte, einer Verkaufszahl von über 1,8 Millionen Einheiten.
| Land/Region                  | Auszeichnungen für Musikverkäufe (Land/Region, Auszeichnung, Verkäufe) | Verkäufe  |
| ---------------------------- | ---------------------------------------------------------------------- | --------- |
| Dänemark (IFPI)              | Gold (Streaming)                                                       | —         |
| Italien (FIMI)               | Platin                                                                 | 50.000    |
| Kanada (MC)                  | 2× Platin                                                              | 160.000   |
| Spanien (Promusicae)         | Gold                                                                   | 30.000    |
| Vereinigte Staaten (RIAA)    | Platin                                                                 | 1.000.000 |
| Vereinigtes Königreich (BPI) | Platin                                                                 | 600.000   |
| Insgesamt                    | 2× Gold · 5× Platin ·                                                  | 1.840.000 |

## Verwendung in anderen Werken
Intro wurde mittlerweile in vielen Fernsehbeiträgen, Werbespots und Filmen verwendet. Nicht immer wird das Lied mit Erlaubnis von The xx verwendet. In Kroatien wurde das Lied für einen Propagandaclip einer Anti-LGBT-Bewegung genutzt, worauf hin die Band Klage eingereicht hatte. Die folgende Liste enthält eine Auswahl von Verwendungen des Stückes Intro in anderen Werken.
- Musik
  - Drunk on Love von Rihanna sampelt die Melodie von Intro[20]
  - Project T. von Dimitri Vegas & Like Mike sampelt ebenfalls die Melodie von Intro[20]
- Film
  - Im Film Project X von Nima Nourizadeh, in der Szene als die Protagonisten nach der Party am nächsten Morgen in die Schule kommen. Obwohl im Film vorhanden, ist Intro nicht Bestandteil des offiziellen Soundtracks des Films.
  - Im Film It’s Kind of a Funny Story von Anna Boden und Ryan Fleck, in der Szene in der Craig seine „kreative Blockade“ überwindet und einfach anfängt zu zeichnen, was in einer Karte einer Stadt in einem Gehirn endet.
- Fernsehen
  - Für die Wahlberichterstattung der BBC zu den Britischen Unterhauswahlen 2010[21]
  - Person of Interest, Folge 5 der ersten Staffel (Judgment), Abspann
  - Law & Order[1]
  - Cold Case[1]
  -  Alarm für Cobra 11 – Die Autobahnpolizei, Episode 1, Staffel 29
  - Suits, Folge The Choice und Folge Inside Track[22]
  - Lip Service, Episode 5, Staffel 1[22]
  - CSI: Vegas, Folge Bloodsport (Staffel 10, Folge 5)[22]
  - Während des ersten Teils der Top Gear Africa Challenge
  - The Magicians, Episode 3, Staffel 1[23]
  - US-Beutezug in Afrika - Operation Kony (ARTE)
  - Outer Banks, Episode 7, Staffel 2
  - Alarm für Cobra 11 – Die Autobahnpolizei, Episode 8, Staffel 15

## Mitwirkende
- Romy Madley Croft – Gitarre
- Oliver Sim – Bass
- Jamie Smith – Beats, Abmischung, MPC, Musikproduzent
- Baria Qureshi – Gitarre, Keyboards
- Rodaidh McDonald – Abmischung
- Nilesh Patel – Mastering